# Christopher Challis
Christopher George Joseph Challis (Londres, 18 de marzo de 1919 – Bristol, 31 de mayo de 2012) fue un cinematógrafo británico, que trabajó en más de 70 películas desde la década de los 40.

## Carrera
Después de trabajar como operador de cámara en algunas películas de Powell y Pressburger, hizo su debut como director de fotografía en El final del río (The End of the River) (1947) de Derek N. Twist. Después de que acabara el rodaje de esa película, Challis fue el operador de cámara en la película Las zapatillas rojas (The Red Shoes) de Jack Cardiff. No se opuso a la degradación ya que quería trabajar en la película. Volvió a su reciémn estrenada carrera como director de fotografía dirigiendo las últimos proyectos conjuntos de Powell y Pressburger como The Small Back Room (1949), El libertador (The Elusive Pimpernel) (1950), Los cuentos de Hoffman (The Tales of Hoffmann) (1951), Oh... Rosalinda!! (1955), La batalla del Río de la Plata (The Battle of the River Plate) (1956) y Emboscada nocturna (Ill Met by Moonlight) (1957).
Su epxeriencia en el color hizo que ferecuentemente fuese elegido por los directores británicos delos 50 para trabajar en sus proyectos. Así dejó su huella en comedias de éxito como Genoveva (Genevieve) (1953), The Captain's Table (1958) y Aquellos chalados en sus locos cacharros (Those Magnificent Men in Their Flying Machines) (1965). También trabajó otros géneros como El jardinero español (The Spanish Gardener) (1956), la bélica ¡Hundid el Bismarck! (Sink the Bismarck!) (1960), Chitty Chitty Bang Bang (1968), y el proyecto de Billy Wilder La vida privada de Sherlock Holmes (The Private Life of Sherlock Holmes) (1970). Fue nominado a diferentes Premios BAFTA a la mejor fotografía y ganó uno de ellos en 1966 por Arabesque de Stanley Donen.
A Challis se le atribuye ser la primera persona en crear luminarias 'Sénior' de 5000 vatios especialmente modificadas para proporcionar iluminación cinematográfica bajo el agua mientras filmaba Abismo (The Deep) en 1976.
Martin Scorsese dijo de él: "Ni siquiera es posible comenzar a tomar la medida completa de la grandeza del cine británico sin pensar en Chris Challis", y: "Chris Challis aportó una vitalidad a la paleta de celuloide que era completamente suya, y que ayudó a hacer de Gran Bretaña un líder en ese largo y glorioso período del cine clásico mundial."
Challis también tuvo una vida intensa como fotógrafo. Se unió a la Royal Photographic Society en 1936, consiguiendo el ser asociado en 1945 y miembro en 1948. Estuvo allí hasta su muerte.

## Publicaciones
Su autobiografía, Are They Really So Awful?: A Cameraman's Chronicle, fue publicada por Janus Publishing Company en marzo de 1995. Challis también aparece en el libro Conversations with Cinematographers (Scarecrow Press) de David A. Ellis (2012).